# Vieno Johannes Sukselainen
Vieno Johannes „Jussi“ Sukselainen (12. říjen 1906 Paimio – 6. duben 1995 Espoo) byl finský politik a ekonom, představitel strany Finský střed. V letech 1957 a 1959–1961 byl premiérem Finska. Dlouhá léta byl předsedou finského parlamentu (1956–1957, 1958, 1968–1969, 1972–1975). V letech 1950–1951 a roku 1954 byl ministrem financí, 1951–53 ministrem vnitra. V letech 1945–1964 byl předsedou své strany. V letech 1954–1971 prezidentem státní správy sociálního pojištění. Z úřadu musel odejít kvůli podvodu, za nějž nesl politickou odpovědnost. V období 1969–1978 byl rektorem Tamperské univerzity.